# Владимир Матієвич
Владимир Дада Матієвич (босн. Vladimir Matijević, 2 січня 1957, Мостар — 8 липня 2015, Мостар) — югославський футболіст, захисник, який всю кар'єру провів у «Вележі» з Мостара.

## Кар'єра
Усю свою кар'єру провів у футболці «Вележа» з Мостара, де грав починаючи з 1974 і до 1987 рок. З «Вележом» він виграв два Кубка Югославії в сезонах 1980/81 і 1985/86., а також Балканський кубок 1981 року. Він провів 271 гру за клуб у Першій ліги та забив 29 голів, загалом зігравши 304 офіційні ігри з 39 голами, а також 50 разів носив капітанську пов'язку.
Зіграв три матчі за збірну Югославії, дебютувавши 30 березня 1980 року проти збірної Румунії в Белграді, а останній матч зіграв 12 вересня 1984 року проти збірної Шотландії в Глазго.
Грав на літніх Олімпійських іграх у літніх Олімпійських іграх у Москві 1980 року, де посів з командою 4 місце.
Після завершення кар'єри гравця він володів баром у Мостарі. Помер від тривалої хвороби у 2015 році

## Досягнення
- Володар Кубка Югославії (2): 1980/81, 1985/86